# زبرا من
مرد گورخری یا زبرا من (به انگلیسی: Zebra-Man) عنوان چهار شخصیت خیالی در کتاب‌های کامیک آمریکایی منتشر شده توسط کمپانی دی‌سی کامیکس است که توسط شلدون مولداف در دهه ۶۰ میلادی خلق شد. او به عنوان دشمن بتمن به تصویر کشیده شده است. او در فیلم لگو بتمن و بتمن شجاع و جسور حضور داشته است. همچنین در تاریخ کمیک‌های دی سی، او نقش بسیار کم رنگ و کوتاهی دارد.